# Ryan Berube
Ryan Thomas Berube (* 26. Dezember 1973 in Tequesta, Florida) ist ein ehemaliger Schwimmer aus den Vereinigten Staaten. Er gewann eine Goldmedaille bei Olympischen Spielen und eine bei Panamerikanischen Spielen.

## Karriere
Berube nahm als Student der Southern Methodist University 1993 an der Universiade in Buffalo teil und gewann mit der US-Staffel auf der 4-mal-200-Meter-Freistil-Strecke. 1995 siegte er zusammen mit Jon Olsen, Josh Davis und Greg Burgess bei den Panamerikanischen Spielen in Mar del Plata. Berube trat in Mar del Plata auch mit der 4-mal-100-Meter-Freistilstaffel an, schwamm allerdings nicht im Finale.
Bei den Olympischen Spielen 1996 in Atlanta trat Berube nur in der 4-mal-200-Meter-Staffel an. Ryan Berube, Joe Hudepohl, Brad Schumacher und Jon Olsen erreichten den Endlauf mit der schnellsten Vorlaufzeit. Im Finale schwammen Josh Davis, Joe Hudepohl, Brad Schumacher und Ryan Berube noch einmal drei Sekunden schneller als im Vorlauf und gewannen die Goldmedaille vor den Schweden und den Deutschen.
Berube startete von 1993 bis 1996 jedes Jahr für die Southern Methodist University bei den amerikanischen College-Meisterschaften. 1996 siegte er bei den College-Meisterschaften über 100 Meter Rücken, 200 Meter Rücken und 200 Meter Lagen und wurde als College-Schwimmer des Jahres ausgezeichnet.
Berube schloss sein Studium mit einem Bachelor of Business Administration in Geschichte und einem Bachelor in Business Studies (BBS) in Finanzen ab. Danach arbeitete er bei UBS (laut Olympedia) und Credit Suisse (laut Swim Across Amerika) im Bereich der Vermögensberatung für Privatpersonen und Familien. Er beteiligte sich mit seiner Frau an der Wohltätigkeitsveranstaltung Swim Across America, die Geld für die Krebsforschung sammelt.